# Jacques Dupuis (jésuite)
Pour les articles homonymes, voir Jacques Dupuis et Dupuis (homonymie).
Jacques Dupuis, né le 5 décembre 1923 à Huppaye dans le Brabant wallon (Belgique) et mort le 28 décembre 2004  à Rome (Italie), est un prêtre jésuite belge, missionnaire et théologien des religions en Inde et à Rome. 
Il a enseigné la théologie dogmatique à partir de 1959 au théologat jésuite de Kurseong (et Delhi) en Inde et à partir de 1984 à l'Université pontificale grégorienne de Rome, où il est reconnu comme le spécialiste de la théologie du dialogue interreligieux.

## Biographie

### Formation en Belgique
Né le 5 décembre 1923 à Huppaye, Jacques Dupuis est le fils de Fernand et Lucie Dupuis. Il a deux frères et une sœur. 
Après des études secondaires chez les Jésuites au Collège du Sacré-Cœur de Charleroi, il entre au noviciat des jésuites le 7 septembre 1941. Ayant très tôt souhaité être envoyé en mission en Inde, il s'embarque le 8 décembre 1948 à Naples sur un bateau en partance pour Bombay où il arrive deux mois plus tard. De là, il traverse le pays en train pour arriver à Calcutta.

### Formation en Inde et à Rome
Dupuis enseigne durant trois ans au collège Saint-Xavier de Calcutta (1948-1951). Cette expérience lui fait découvrir comment l'hindouisme forme la personnalité de jeunes étudiants, tels ceux qui lui sont confiés. Cette découverte de la diversité des religions est à l'origine de ce qui sera sa recherche et réflexion durant toute sa vie : La révélation de Dieu aux hommes passe-t-elle nécessairement par la personne de Jésus-Christ ?
En janvier 1952, il fait ses études de théologie au théologat Sainte-Marie de Kurseong, près de la ville de Darjeeling, dans les montagnes de l'Himalaya. Il y est ordonné prêtre le 21 novembre 1954. En 1955 il passe quelques mois dans une paroisse de Calcutta puis fait son Troisième An à Hazaribagh (1956-1957). 
Il poursuit des études de théologie à Rome, de septembre 1957 à février 1959, où il est admis au grade de docteur en théologie de l'Université pontificale grégorienne. Sa thèse est intitulée L'esprit de l'homme : Étude sur l'anthropologie religieuse d'Origène. 

## Théologien et professeur de théologie
En 1959 il est de retour en Inde, et plus précisément au théologat de Kurseong où il est nommé professeur de théologie dogmatique. Lorsque, en 1971, le théologat déménage à New-Delhi et change de nom, devenant le Vidyajyoti College of Theology, Dupuis l'accompagne. Il y est professeur jusqu'en 1984.
Outre l'enseignement Dupuis est fort engagé dans la recherche théologique. Il publie de nombreux articles dans diverses revues théologiques, en particulier dans le Vidyajyoti : Journal of Theological Reflection dont il est également le directeur de 1977 à 1984. En 1973, il publie, avec Josef Neuner The Christian faith in the doctrinal documents of the Catholic church, une anthologie de documents essentiels  du magistère catholique, tirés des conciles et des écrits pontificaux. Cet ouvrage de 1 135 pages est fort utilisé dans les séminaires et est une référence dans le monde catholique anglophone.
Il est également conseiller en matière de théologie de la Conférence des évêques catholiques d'Inde (CBCI) et collabore avec la Fédération des conférences épiscopales asiatiques (en) (FABC).

### Rome
En mai 1984, après 36 ans d’enseignement en Inde, il est appelé à l'Université pontificale grégorienne, à Rome, pour y enseigner la christologie, un sujet central de la théologie dogmatique. Il y dirige également Gregorianum, la revue de l'université, durant dix-huit ans (1985 à 2003). De 1985 à 1995, il est consulteur au Conseil pontifical pour le dialogue interreligieux.
Un livre publié en 1989, Jésus-Christ à la rencontre des religions, le fait mieux connaître. Bien reçu par ses confrères théologiens le livre est rapidement traduit en italien, anglais et espagnol. 

### Mise en examen
Une autre œuvre majeure, le Vers une théologie chrétienne du pluralisme religieux, sort en libraire en 1997. En octobre 1998, la Congrégation pour la doctrine de la foi, alors dirigée par le cardinal Joseph Ratzinger, futur Benoît XVI, met le livre en examen. On reproche à Dupuis un manque de clarté sur l’unicité du rôle du Christ dans le salut du monde, et des ambiguïtés sur la présence de l’action de l’Esprit-Saint dans les religions non-chrétiennes.
Une longue enquête de 32 mois débouche sur une Notification publiée dans l'Osservatore Romano du 26 février 2001. L'ouvrage de Dupuis n'est ni interdit, ni modifié, mais les examinateurs constatent que le livre contient « de graves ambiguïtés et des difficultés sur des points doctrinaux importants qui peuvent conduire le lecteur à des opinions erronées ou dangereuses ». Le cardinal Ratzinger écrit : « Il est en conformité avec la doctrine catholique d’écrire que des semences de vérité et de bonté se trouvant dans les autres religions font partie en quelque sorte des vérités contenues dans la Révélation de et en Jésus-Christ. Par ailleurs il est erroné d’affirmer que de tels éléments de vérité et de bonté, ou certains d’entre eux, ne dérivent pas fondamentalement de la même médiation-source du Christ » ; la Notification a été acceptée par le père Dupuis.
En 2001 le pape Jean-Paul II reconnaît le travail de pionnier fait par Jacques Dupuis dans la réflexion théologique sur la place qu’occupent les religions non-chrétiennes dans le "plan divin de salut du monde".  
Le père Jacques Dupuis meurt inopinément, à Rome, le 28 décembre 2004, quelques jours après avoir célébré avec ses confrères ses 50 ans de sacerdoce. Il est inhumé dans le caveau des Jésuites au cimetière de Campo Verano.

## Écrits
- « L'Esprit de l'Homme » - Étude sur l'anthropologie religieuse d'Origène, Éditions Desclée de Brouwer, Bruges/Paris, 1967 (OCLC 5957024).
- The Christian faith in the doctrinal documents of the Catholic church (avec Josef Neuner), Mercier Press, Dublin/Cork, 1973 (OCLC 1184088).
- Jésus-Christ à la rencontre des religions, Éditions Desclée de Brouwer, Paris, 1989  (ISBN 2-7189-0433-X).
- Homme de Dieu, Dieu des hommes - Introduction à la christologie, Éditions du Cerf, Paris, 1995  (ISBN 2204051373).
- Vers une théologie chrétienne du pluralisme religieux, Éditions du Cerf, Paris, 1997  (ISBN 2204057592).
- La Rencontre du christianisme et des religions - De l'affrontement au dialogue, Éditions du Cerf, Paris, 2002  (ISBN 2204069507).

## Source
- À l'âge de 81 ans, le jésuite Jacques Dupuis, théologien du dialogue interreligieux, est mort à Rome le 28 décembre 2004, dépêche d'Églises d'Asie, agence d'information des Missions étrangères de Paris